# Robert Szymański
Robert Szymański, znany równie jako Pseudo Artysta, Robi Show i Rob Bandit – polski piosenkarz, kompozytor, autor tekstów pochodzący z Wrocławia.
Swoją działalność artystyczną zaczął w połowie lat osiemdziesiątych XX w. Od 1987 wokalista, autor tekstów, kompozytor w metalowym zespole Magnus.
Od 1998 założyciel, wokalista, kompozytor, autor tekstów zespołu Kilersi. Indywidualny styl tej grupy skierował do dzieci i rodziców.
W 2000 założył eksperymentalny projekt PSEUDO ARTYSTA, w którym wykonuje wyłącznie utwory swojego autorstwa.

## Dyskografia
- 1991 – MAGNUS – Scarlet Slaughterer MiL. Reedycje: 1992 – DIGITON, 2007 – REAPER METAL REC. (U.S.A), 2008 – BLOOD HARVEST (Szwecja)
- 1992 – MAGNUS – I Was Watching My Death BLACKEND Records (Szwajcaria). Reedycje: 1994 – METAL MIND PROD.
- 1994 – MAGNUS – Alcoholic Suicide METAL MIND PROD. – 2010 r. HOLYCOS (U.S.A)[12]
- 1998 – KILERSi – Hollywood ARTHA Inc
- 2001 – PSEUDO ARTYSTA – 11 Pseudo Piosenek SPV Poland
- 2005 – KILERSi – Abecadło MTJ
- 2008 – KILERSi – Brzechwa by Kilersi WARNER MUSIC
- 2010 – PACUDA/CEDRO/SZYMAŃSKI – Historia Kowboja Martina Mroza MVP Talent Promotion[13],
- 2010 – KILERSi – Alibaba MTJ
- 2010 – MAGNUS – Acceptance of Death WITCHING HOUR
- 2012 – PAN BRZECHWA ROBI SHOW – Piosenki MTJ
- 2014 – PSEUDO ARTYSTA – Pseudo Artysta – LOU & ROCKED BOYS[14]
- 2016 – PAN TUWIM ROBI SHOW – Piosenki MTJ
- 2018 – PAN TUWIM i PAN BRZECHWA Robią Show – MTJ
- 2021 – ROBI SHOW – Kołysanki dla Ani i Jasia – MTJ[15]
- 2021 – ROB BANDIT – My Demons – MTJ[1]
- 2021 – MAGNUS – Death Revolution – Awakening Rec.[16]
- 2023 – ROB BANDIT – Prison – MTJ/12MUZ[17]

### Single, kompilacje, udział gościnny
- 2001 – SPV COMPILATION – SPV Poland Compilation (utwór: słowa, muzyka, wykonanie) SPV Poland[18]
- 2001 – PSEUDO ARTYSTA – Pseudo Artysta (singel) SPV Poland
- 2004 – KILERSi – Nutki dla Malutkich (singel) GOOD SUMMER
- 2007 – EMI KOMPILACJA – Piosenki dla Super Taty (utwór: muzyka, wykonanie) EMI
- 2007 – MTJ KOMPILACJA – Mini Hity – Mała Dyskoteka (utwory: muzyka, wykonanie) MTJ
- 2007 – MTJ KOMPILACJA – Mini Hity – Kochane Zwierzaki (utwory: muzyka, wykonanie) MTJ
- 2010 – MTJ KOMPILACJA – Przedszkolaka Hity (utwory: muzyka, wykonanie) MTJ
- 2010 – MTJ KOMPILACJA – Usypianki (utwory: muzyka, wykonanie) MTJ
- 2011 – KORNELIUSZ PACUDA – Drogi Do Nashville (utwór: muzyka, wykonanie) Polskie Radio SA
- 2011 – MTJ KOMPILACJA – Gwiady Dzieciom (utwory: muzyka, wykonanie) MTJ
- 2011 – VIDEO – Nie Obchodzi Nas Rock (utwór: słowa, muzyka, śpiew) UNIVERSAL Music
- 2012 – MTJ KOMPILACJA – Piosenki dla Dzieci (utwory: muzyka, wykonanie) MTJ
- 2013 – MTJ KOMPILACJA – Przedszkolaka Hity 2 (utwory: muzyka, wykonanie) MTJ
- 2013 – The Best Country... Ever! – (utwór: muzyka, śpiew) EMI[19]
- 2015 – JULIAN TUWIM – Zaśpiewany (utwór: muzyka, wykonanie) MTJ[20]
- 2020 – KRZYSZTOF KRAWCZYK – Horyzont (utwór: muzyka) WARNER Music[21]
- 2022 – MAGNUS – Power Metal – NWN Rec[22]
- 2022 – MAGNUS – Trash Speed Blood – NWN Rec.[23]
- 2022 – URBAŃSKI ORKIESTRA – Tribute to Krzysztof Krawczyk (utwór: muzyka) Sony Music[24]

## Inne działania muzyczne

### Film
- 2004 „W Dół Kolorowym Wzgórzem”, reż. Przemysław Wojcieszek – kompozycja muzyczno-wokalna napisana do filmu.

### Teatr
- 2003 „Monologi Waginy” – 2003, reż. Grażyna Popowicz – użyczenie głosu do warstwy muzycznej spektaklu.
- 2013 „Orkiestra” Teatr Telewizji – Telewizja Polska S.A. 2013, reż. Jacek Głomb – użyczenie głosu: melodeklamacja, canto.

### Musical
- 2010 „Historia Kowboja Martina Mroza” – 2010 – kompozytor muzyki do słów Korneliusza Pacudy i Krzysztofa Cedro.
- 2020 „Kto Kogo” – kompozytor muzyki do słów Korneliusza Pacudy i Krzysztofa Cedro[25].
- 2020 „Dziura w Górce” – kompozytor muzyki do słów Korneliusza Pacudy[26]

### Literatura
- 2021 „Achtung Magnus!!!” – autor książki autobiograficznej[27].
- 2022 „Death rEvolution” – autor książki biograficznej o Magnus[28].

### Reklama
- 1993-2000 – producent i drugi reżyser reklam radiowych oraz producent ścieżek dźwiękowych do ogólnopolskich reklam telewizyjnych. Współtworzył m.in. z: Janem Machulskim, Witoldem Pyrkoszem, Wiktorem Zborowskim, Markiem Walczewskim, Janem Kociniakiem, Emilem Karewiczem, Jerzym Passendorferem, Witoldem Sobocińskim. Wspólna kompozycja muzyczna z Jerzym Matuszkiewiczem zaśpiewana przez Andrzeja Dąbrowskiego.

## Nagrody i wyróżnienia
- 1993 – Wyróżnienie na Ogólnopolskim Festiwalu Filmu Reklamowego i Reklamy Crackfilm za produkcję filmu reklamowego „Kama, smak zdrowia”, z udziałem Witolda Pyrkosza, Bogusza Bilewskiego i Jerzego Cnoty

- 2006 – I Nagroda na Yach Film Festiwal (Festiwal Polskich Videoclipów) w kategorii „Teledysk dziecięcy” za videoclip do piosenki „Abecadło” zespołu KILERSI

- 2008 – Pierwsze miejsce i Nagroda Polskich Melomanów w plebiscycie słuchaczy Programu III Polskiego Radia w kategorii „Teledysk dziecięcy” za videoclip do piosenki „Leń” zespołu KILERSI.
- Wielokrotny stypendysta Stowarzyszenia Autorów ZAiKS.